# الاتحاد الهندسي الخليجي
الاتحاد الهندسي الخليجي (بالإنجليزية: Gulf Engineering Union) هي منظمة خليجية عربية مهنية تأسست بدولة الكويت في ابريل سنة 1997م وكانت تعرف سابقاً بالملتقى الهندسي الخليجي، ويتـكون الاتحاد من الهيئات الهندسية الخليجية وهي جمعية المهندسين بالامارات العربية المتحدة، جمعية المهندسين البحرينية، الهيئة السعودية للمهندسين، جمعية المهندسين العمانية، جمعية المهندسين القطرية، جمعية المهندسين الكويتية. ويهدف الاتحاد إلى تعزيز دور الهيئات الهندسية الخليجية في تنظيم مزاولة المهنة الهندسية ودعم العمل الهندسي الخليجي وتحقيق التعاون الفني الهندسي بين دول الخليج العربية. والتنسيق الدولي مع المنظمات والجمعيات والاتحادات والهيئات لهندسة المنتجات ووحدات التحكم ونمذجة برتكول الاتفاقيات لقواعد البيانات الالكترونية لخطوط الإنتاج للمنتجات الهندسية .